# 香深港

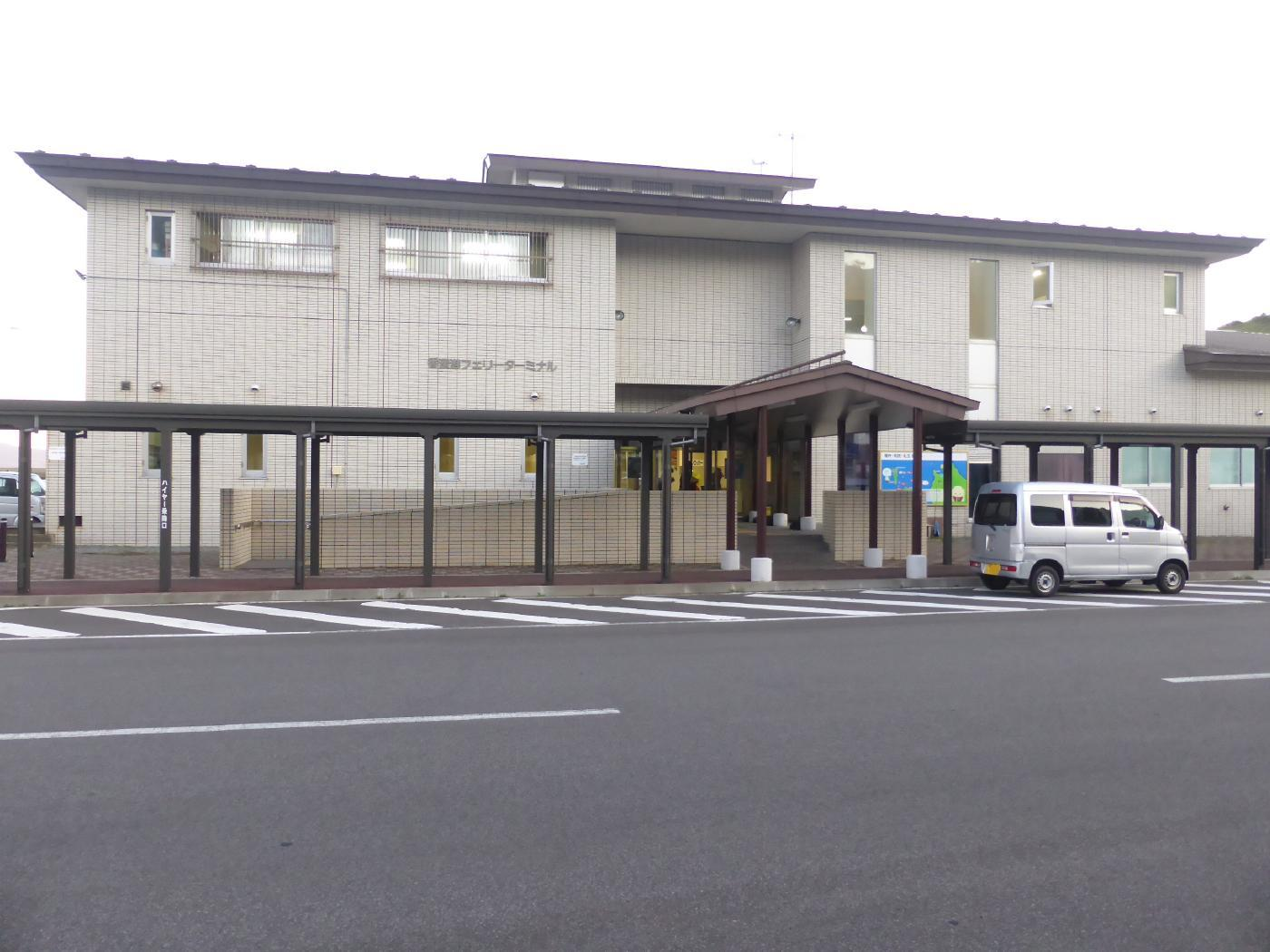
香深港フェリーターミナル正面玄関（2019年）

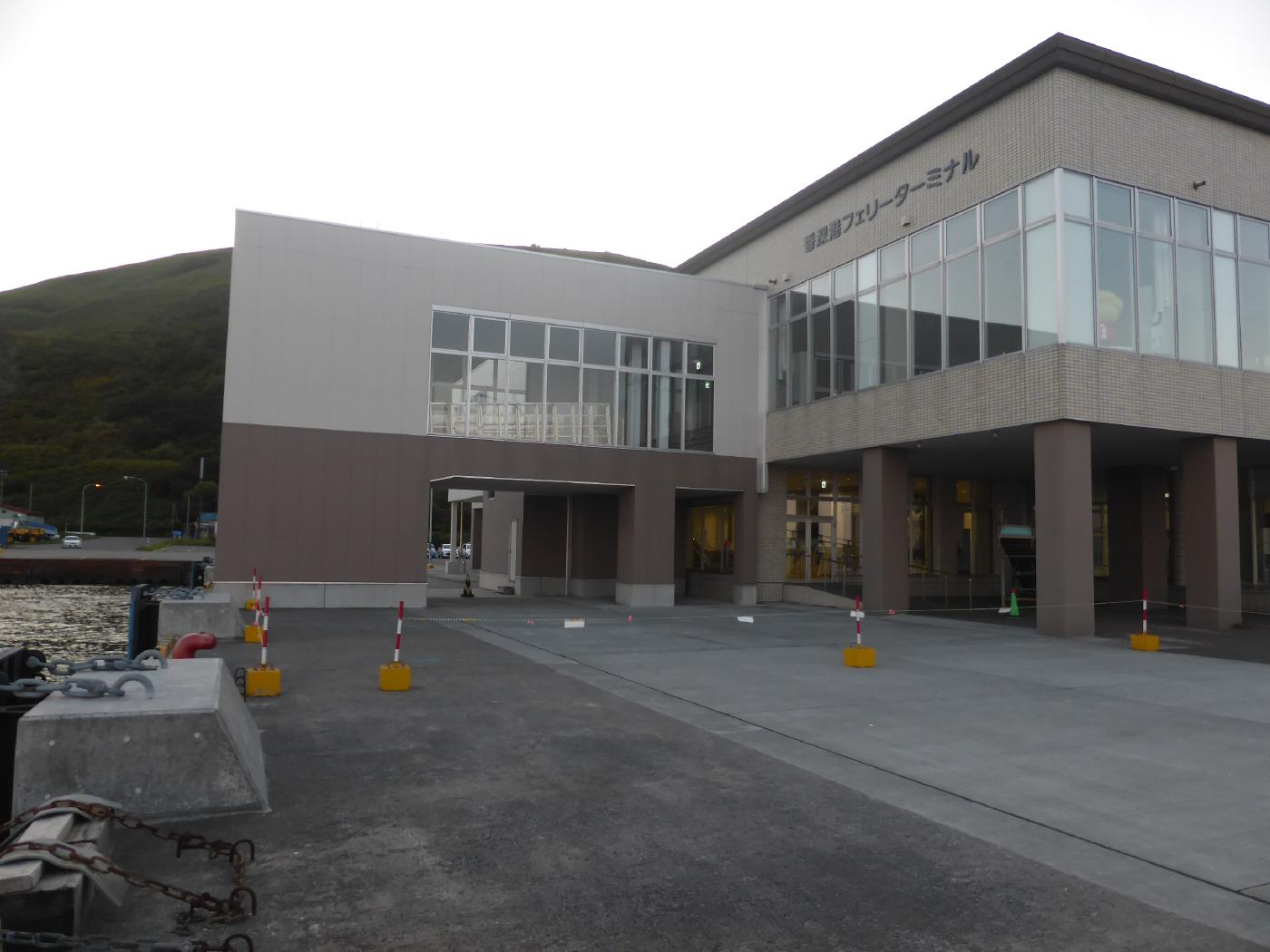
フェリーターミナル側面から見た乗船橋

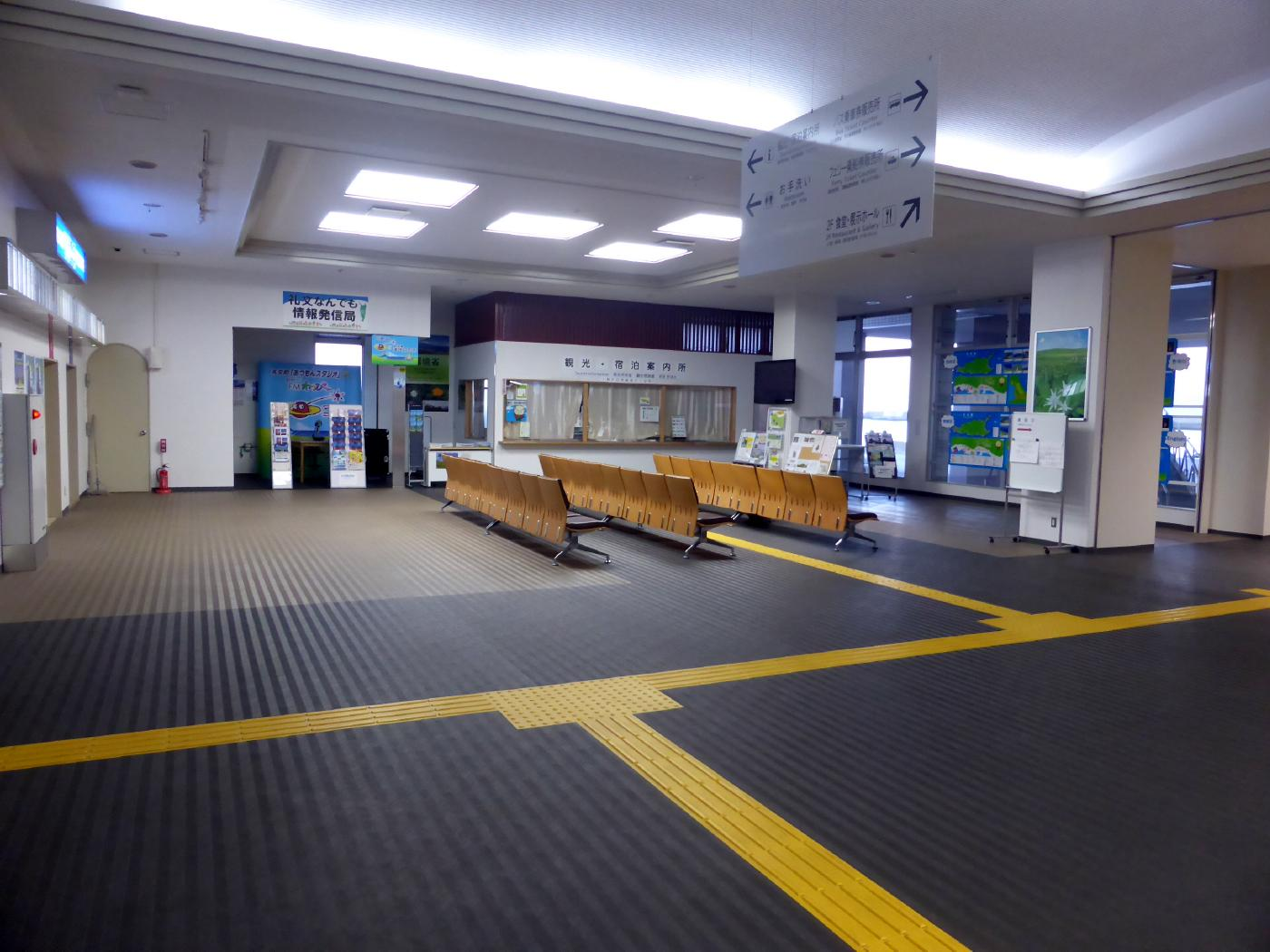
1F待合ロビーにある観光案内所

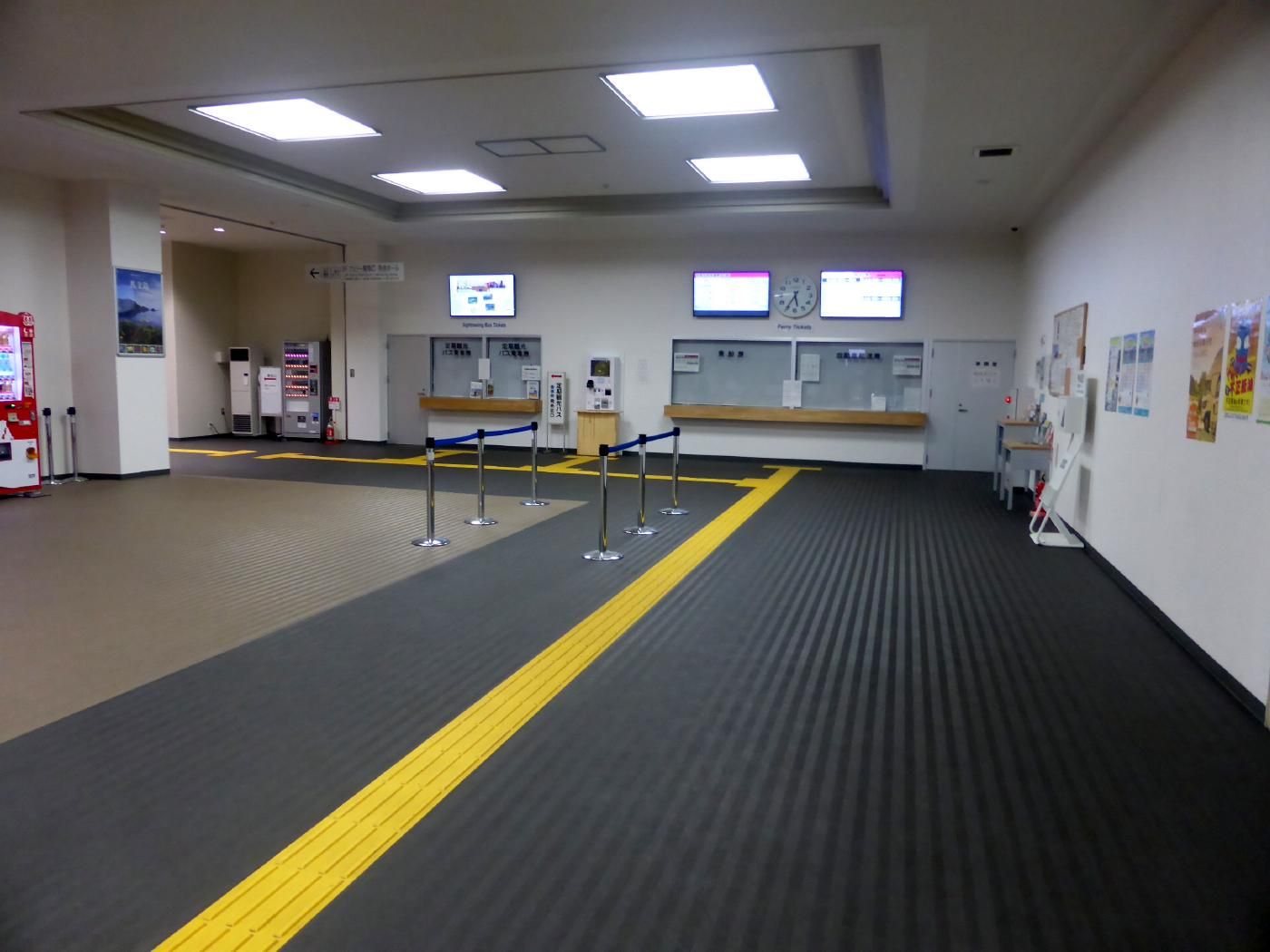
1Fにある発券カウンター

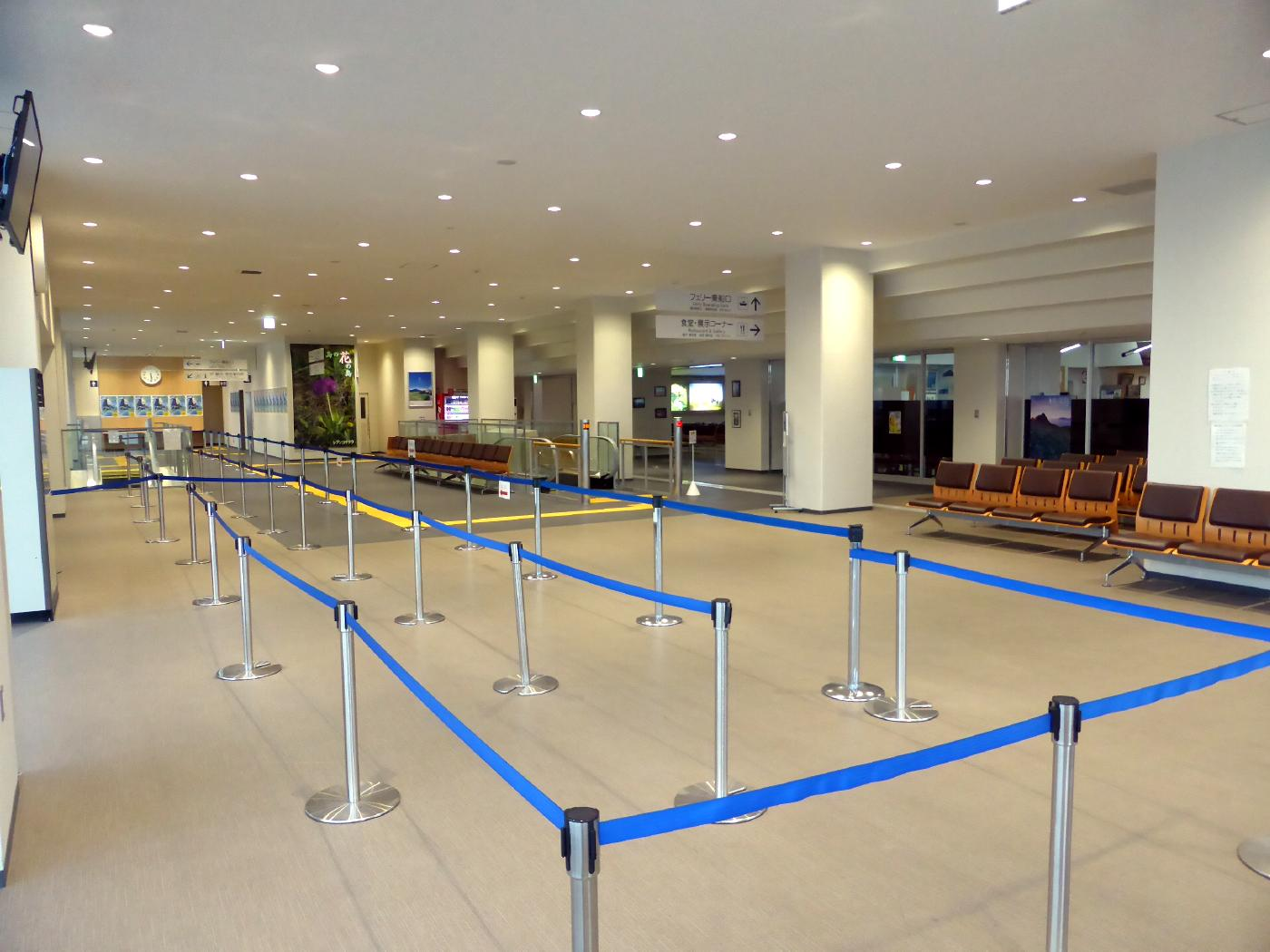
2F待合ロビーと奥にある乗降口

香深港（かふかこう）は、北海道礼文郡礼文町にある港湾。港湾管理者は礼文町。港湾法上の「地方港湾」に指定されている。礼文島での生活・産業や観光の拠点となっている。なお、本港には2005年（平成17年）に船泊港が港湾統合され、同港は香深港（船泊分港）という位置づけとなっている。

## 港湾施設

### 香深港
北緯45度17分59秒 東経141度03分11秒
礼文島東海岸に位置する地方港湾である。かつては「ポンモシリ」と呼ばれる岩礁があった。しかし、工事の際に破壊したため現存しない。みなとオアシスの登録エリアにはフェリーターミナルのほか、礼文おみやげセンター、礼文町総合交流促進施設（うすゆきの湯、礼文島温泉）、礼文町町民活動総合センター（ピスカ21）・礼文町郷土資料館、香深漁業協同組合などがある。

### 船泊分港
北緯45度26分51秒 東経141度01分58秒
礼文島北部の船泊湾に位置する地方港湾である。

## 航路
クルーズ客船などの大型客船が寄港する場合は香深港に接岸できないため、港外に投錨して渡し舟を使って島に上陸する。その際の上陸地は通常のフェリー岸壁ではなく、中央埠頭を利用している。
フェリー
- ハートランドフェリー
  - 香深—（季節による鴛泊経由便あり）—稚内
  - 香深—鴛泊
  - 香深—沓形（季節運航）

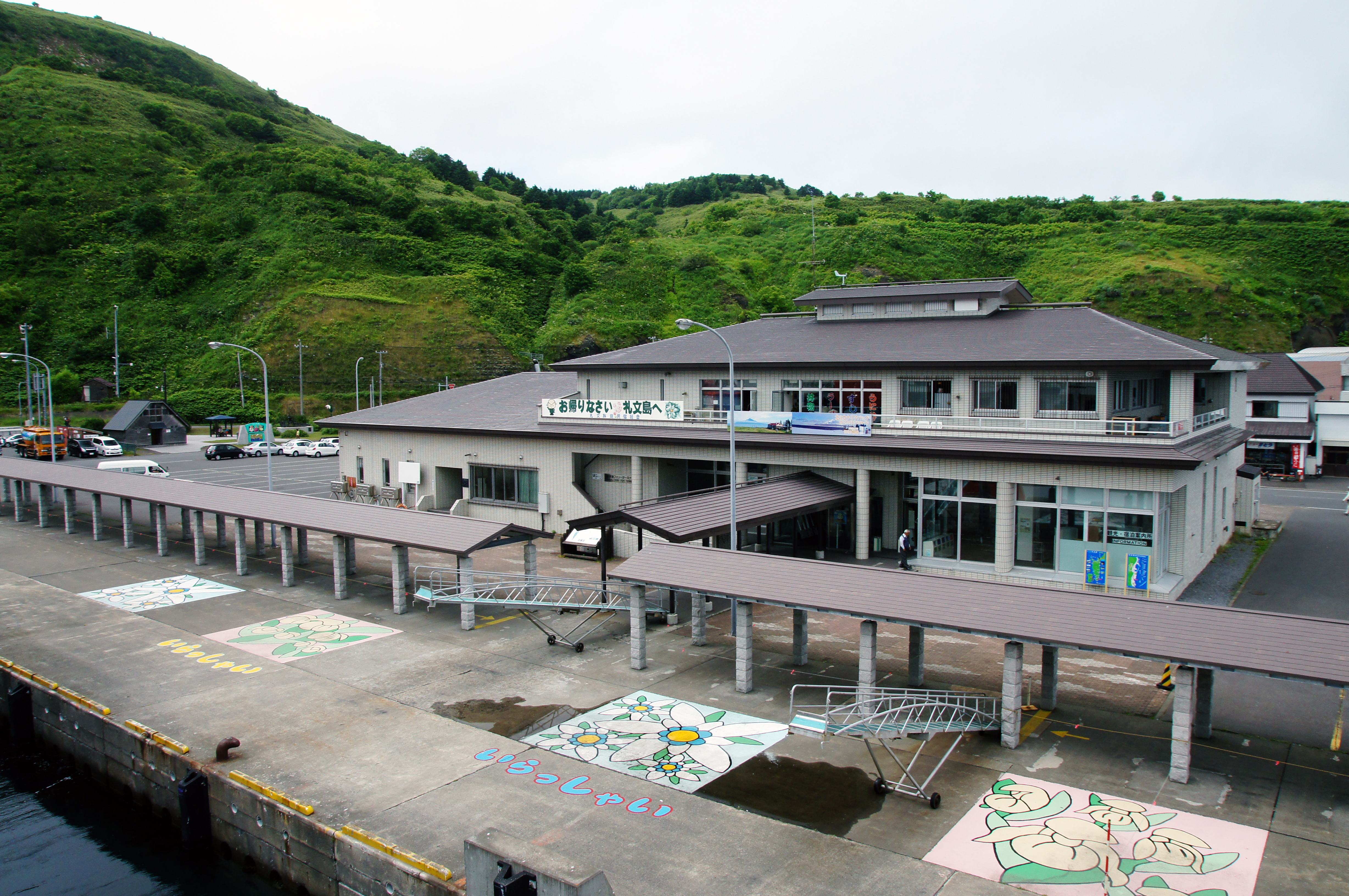
改築前の香深港フェリーターミナル（2013年7月）
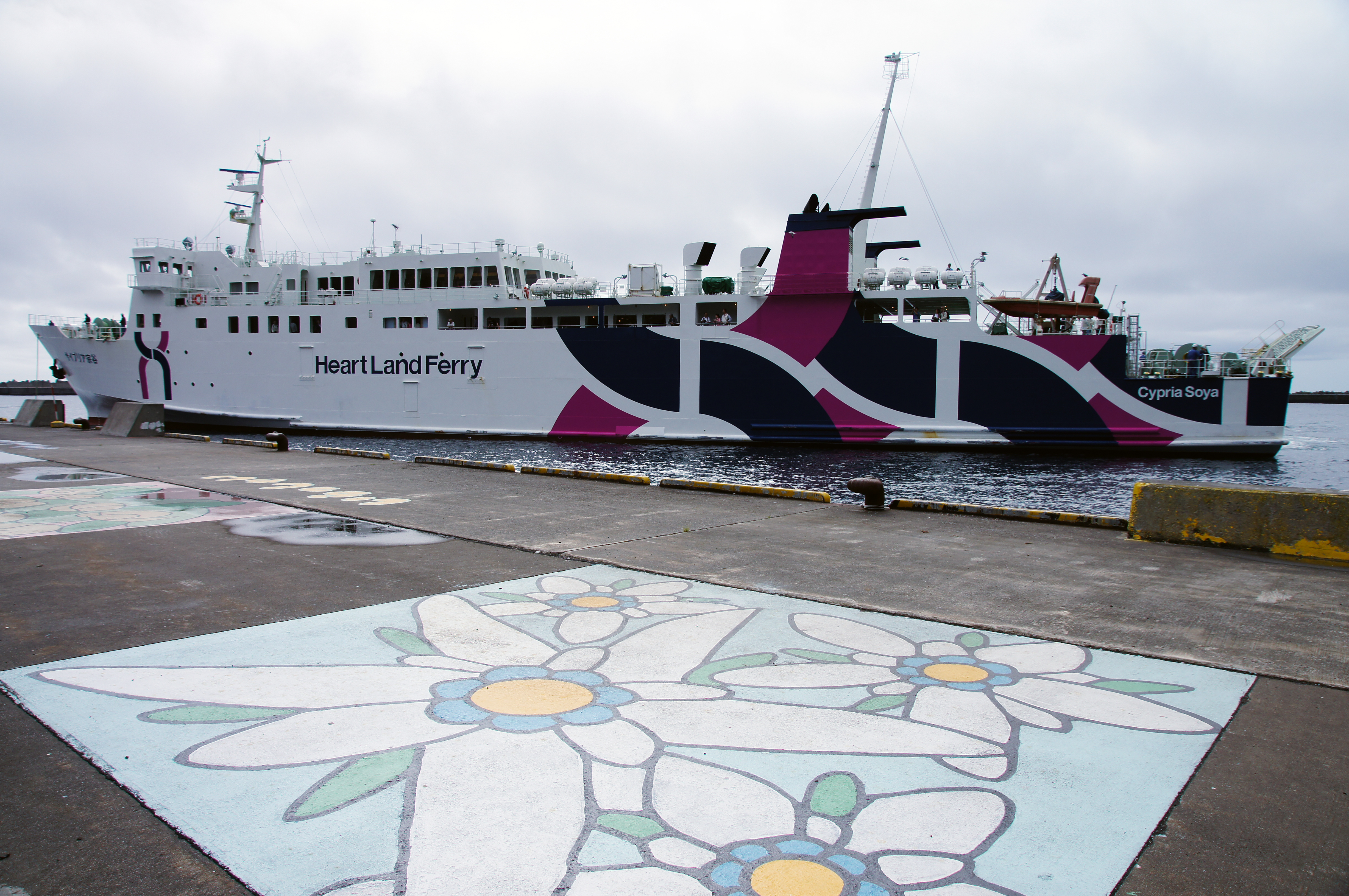
フェリー岸壁に接岸する「サイプリア宗谷」（2013年7月）

### 船客の出迎えと見送り
香深港にフェリーが到着すると、宿の出迎えや観光バスの送迎などで港は賑わう。到着時は初めての観光客であっても「お帰りなさい」と声をかけており、礼文島旅館民宿組合が「礼文島は家みたいなもの。自宅に帰ってくるように気軽に来てほしい。」という願いから、1970年代の離島ブームの頃から始まった。かつて港に「お帰りなさい」と大きく書かれているのはこのためであった。
毎年6月から9月までの観光シーズンには、島内の宿泊施設のスタッフや宿泊客が歌や踊り、テープの投げ入れなどで乗船客を盛大に見送っている。出発時は「行ってらっしゃい」と言っている。また、不定期で礼文町のご当地キャラクター「あつもん」が出迎えや見送りをする場合もある。

## 沿革
礼文では明治初期の弁才船による交易が行われており、1885年（明治18年）になると共同運輸会社による小樽—増毛航路を宗谷、利尻、礼文まで延長しており、開拓によって増加する人や物資のための交通アクセスを確保していった。1892年（明治25年）には、天塩北見漕運会社によって冬期間でも増毛—網走間航路が鬼脇、鴛泊、香深に寄港するようになった。1900年（明治33年）には通年の定期航路として日本郵船による小樽—稚内間航路が開設し、往復ともに増毛、焼尻、天売、鬼脇、鴛泊、香深に寄港した。さらに、1915年（大正4年）までには沓形、仙法志、船泊が寄港地となり、当時の利尻礼文すべての自治体に寄港していた時期もあった。昭和になると鉄道の敷設に伴って稚内が交通の拠点となり、1936年（昭和11年）に稚内と利尻礼文を結ぶ航路（稚内利礼航路）が開設した。1945年（昭和20年）には利尻・礼文両島すべての自治体と連絡するようになった。これにより小樽からの航路から稚内がなくなり、藤山海運（後に北海商船が継承）による鬼脇、仙法志、沓形、鴛泊、香深、船泊に寄港する小樽利礼航路となった。

### 年表
- 1928年（昭和03年）：「第2期拓殖計画」に基づき、船入澗修築補助事業として船泊港着工。
- 1932年（昭和07年）：「第2期拓殖計画」に基づき、船入澗修築補助事業として香深港着工。
- 1935年（昭和10年）：稚内—利尻（鴛泊）—礼文（香深）間での三角航路（稚内利礼航路）開設。
- 1949年（昭和24年）：香深港が「地方港湾」指定。
- 1950年（昭和25年）：船泊港が「地方港湾」指定。
- 1956年（昭和31年）：香深村と船泊村が合併して礼文村となり、両港の港湾管理者となる（1959年に町制施行し、礼文町となる）。
- 1970年（昭和45年）：稚内—鴛泊—船泊間にフェリー就航。
- 1975年（昭和50年）：香深港に1,000トン級フェリー岸壁供用開始。
- 1981年（昭和56年）：小樽利礼航路にフェリー就航（1993年廃止）[10]。
- 1989年（平成元年）：香深港にフェリーターミナル完成し、3,000トン級フェリー就航。
- 1992年（平成04年）：船泊港のフェリー航路休止。
- 1996年（平成08年）：香深港にRO-RO船航路開設（2007年休止）。
- 2005年（平成17年）：船泊港と港湾統合。
- 2011年（平成23年）：香深港とその周辺がみなとオアシス「みなとオアシスれぶん」登録[11]。
- 2015年（平成27年）：フェリーターミナルのバリアフリー化完了し、ボーディング・ブリッジ供用開始。